# Yvonne Cernota
Yvonne Cernota née le 19 septembre 1979 à Halberstadt et décédée le 12 mars 2004 une bobeuse allemande.  
Elle décède lors d'un entraînement sur la piste de Königssee.

## Palmarès

### Championnats monde
- Médaille de bronze en bob à deux aux Championnats du monde de la FIBT 2003.